# 와타나베 지아키
와타나베 지아키(일본어: 渡辺千秋 와타나베 치아키[*], 1843년 6월 17일(덴포 14년 5월 20일) ~ 1921년(다이쇼 10년) 8월 27일)는 스와 번(諏訪藩)의 번사 출신으로 메이지 시대와 다이쇼 시대에 활동한 일본 제국의 관료이자 정치가이다. 

## 생애
시나노국 스와군 히가시보리촌(東堀村)에서 스와 다카시마 번(諏訪高島藩)의 하급 무사 와타나베 오노조마사도쿠(渡辺斧蔵政徳)의 아들로 태어났다. 호(號)는 풍관(楓関). 생가는 오카야시 나가지시바미야(長地柴宮)에 구 와타나베가 주택(旧渡辺家住宅)으로 보존되어 있다.
메이지 유신 이후 가고시마현 대서기관, 홋카이도 도청장관 등을 역임하였다. 오쿠보 도시미치(大久保利通)에 의해 궁내성에 봉직하게 되었고, 내장두(内蔵頭)・궁내차관을 거쳐 1910년 4월에 궁내대신에 취임했다. 1911년 4월, 조선 병합의 공적으로 백작위를 받았지만, 와타나베에게 무슨 관계가 있는가 하는 의심이 생겼으며, 이노우에 가오루도 크게 분개했다. 원로 등에겐 일말의 교섭도 없이 가쓰라 다로가 와타나베와 결탁해 서로 승작을 상주했을 때의 밀약이라고 회자되었다. 
1914년 4월, 궁내대신을 사임했다. 그 이유는 궁내성이 무코 이궁(武庫離宮)의 조영을 위해 서본원사 스마 별저(須磨別邸)를 매입했을 때, 뇌물을 받았기 때문인 것으로 여겨진다. 이 사건의 배후엔 와타나베가 야마가타 아리토모 파벌이었던 것을 사법대신 오쿠다 요시토가 싫어한데서 비롯되었다는 설도 있다. 후임 궁내대신은 야마가타와 관계가 소원한 하타노 요시나오가 맡게 되었다. 또한, 와타나베의 사임 직전인 4월 9일에 쇼켄 황태후가 붕어했는데, 4월 11일에야 공표되었다. 발표가 이틀 동안 미뤄진 것은 내장두 재임시의 수뢰로 당국의 손이 미치고 있던 와타나베를 급거 경질시키기 위한 조치였다고 한다.
사직 후엔 은거에 들어갔고, 작위와 가독(家督)은 차남 지하루가 물려받았다.
| 전임 이와쿠라 도모사다 | 제5대 궁내대신 1910년 4월 1일 ~ 1914년 4월 9일 | 후임 하타노 요시나오 |

|  | 제1대 와타나베 (지아키) 백작가 당주 1911년 ~ 1914년 | 후임 와타나베 지하루 |

|  | 와타나베 (지아키) 자작가 당주 1907년 ~ 1911년 | 후임 백작으로 승작 |

|  | 와타나베 (지아키) 남작가 당주 1900년 ~ 1907년 | 후임 자작으로 승작 |